# Ronja Grönblom
Ronja Grönblom (* 28. Februar 2000 in Helsinki) ist eine finnische Segelsportlerin, die für Helsingfors Segelsällskap (HSS) startet.

## Leben
Ronja Grönblom machte Abitur (schwedisch studentexamen) am schwedischsprachigen Brändö gymnasium im Helsinkier Stadtteil Kulosaari (schwedisch Brändö) und studiert aktuell (2024) in einem Masterstudiengang Finanzen und Ökonomie an Hanken Schwedische Handelshochschule in Helsinki. Sie stammt aus einer finnlandschwedischen Seglerfamilie in der zweisprachigen Stadt Helsinki (schwedisch Helsingfors). Ihre Mutter Pia Grönbom nahm 2023 als Crew-Managerin in Tapio Lehtinens Mannschaft an einer Weltumsegelung im Rahmen von Ocean Globe Race teil. Ihr Vater Richard Grönblom startete bei den Olympischen Sommerspielen 1976 in Montreal sowie im Star 20 Jahre später bei den Olympischen Sommerspielen 1996 in Atlanta. Ihr Großvater väterlicherseits Sven Grönblom startete gemeinsam mit seinem Onkel Gunnar Grönblom bei den Olympischen Sommerspielen 1936 in Berlin.

## Sportliche Laufbahn
Grönblom erlernte das Segeln zu Hause mit einer Optimist-Jolle, bevor sie als Sechsjährige mit dem Training an der Segelschule von HSS begann.
Zusammen mit Sara Ehrnrooth nahm Grönblom erfolgreich an internationalen Junioren-Wettkämpfen teil, zuerst in der 29er Jolle und später in der olympischen 49erFX. Bei der U23-Weltmeisterschaft 2018 gewannen sie Silber. Später segelte sie in der 49erFX zusammen mit Veera Hokka. Das Team qualifizierte sich für die Olympischen Sommerspiele 2024 in Paris. Bereits 2020 waren Hokka und Grönblom Zwölfte bei den Europameisterschaften geworden und 2021 Vierte bei den Weltmeisterschaften. Bei den Europameisterschaften 2022 wurden sie Sechste und bei den Segel-Weltmeisterschaften 2023 belegten sie Platz 11.